# Myrmarachne clavigera
Myrmarachne clavigera är en spindelart som först beskrevs av Tord Tamerlan Teodor Thorell 1877.  Myrmarachne clavigera ingår i släktet Myrmarachne och familjen hoppspindlar. Inga underarter finns listade i Catalogue of Life.